# Энгелар, Орландо
Орла́ндо Э́нгелар (нидерл. Orlando Engelaar, МФА: [ɔrˈlɑndoː ˈɛŋəlaːr]); род. 24 августа 1979, Роттердам) — нидерландский футболист, завершивший игровую карьеру, выступал на позиции полузащитника. Выступал за сборную Нидерландов.

## Карьера

### Клубная
Воспитанник клуба «Фейеноорд» из родного Роттердама, выступал за него на детском и молодёжном уровне. На взрослом уровне начал выступления в команде НАК Бреда, являвшейся середняком чемпионата Нидерландов, играл за неё около четырёх лет. Затем провёл два сезона в бельгийском клубе «Генк», был игроком основного состава, в сезоне 2004/05 занял в его составе 3-е место в первенстве страны. В 2006 году перешёл в «Твенте», где стал лидером и капитаном команды и благодаря своей отличной игре был вызван в сборную Нидерландов. Дважды становился 4-м в первенстве страны в составе «Твенте». После Евро-2008 перешёл в «Шальке 04», провёл там один сезон, регулярно выходил на поле; команда тогда выступила в Бундеслиге неудачно (8-е место). Летом 2009 года перешёл в ПСВ.

### Международная
Дебютировал в сборной Нидерландов в товарищеском матче против Южной Кореи 2 июня 2007 года. Принял участие в ЧЕ-2008, на котором его команда дошла до 1/4 финала, сыграл во всех 4-х проведённых ею матчах.

## Статистика

### Матчи Энгелара за сборную Нидерландов
| Матчи Энгелара за сборную Нидерландов | Матчи Энгелара за сборную Нидерландов | Матчи Энгелара за сборную Нидерландов | Матчи Энгелара за сборную Нидерландов | Матчи Энгелара за сборную Нидерландов | Матчи Энгелара за сборную Нидерландов |
| ------------------------------------- | ------------------------------------- | ------------------------------------- | ------------------------------------- | ------------------------------------- | ------------------------------------- |
| №                                     | Дата                                  | Оппонент                              | Счёт                                  | Голы Энгелара                         | Соревнование                          |
| 1                                     | 2 июня 2007                           | Республика Корея                      | 2:0                                   | —                                     | Товарищеский матч                     |
| 2                                     | 6 июня 2007                           | Таиланд                               | 3:1                                   | —                                     | Товарищеский матч                     |
| 3                                     | 21 ноября 2007                        | Беларусь                              | 1:2                                   | —                                     | Чемпионат Европы 2008 (отбор)         |
| 4                                     | 24 мая 2008                           | Украина                               | 3:0                                   | —                                     | Товарищеский матч                     |
| 5                                     | 29 мая 2008                           | Дания                                 | 1:1                                   | —                                     | Товарищеский матч                     |
| 6                                     | 1 июня 2008                           | Уэльс                                 | 2:0                                   | —                                     | Товарищеский матч                     |
| 7                                     | 9 июня 2008                           | Италия                                | 3:0                                   | —                                     | Чемпионат Европы 2008                 |
| 8                                     | 13 июня 2008                          | Франция                               | 4:1                                   | —                                     | Чемпионат Европы 2008                 |
| 9                                     | 17 июня 2008                          | Румыния                               | 2:0                                   | —                                     | Чемпионат Европы 2008                 |
| 10                                    | 21 июня 2008                          | Россия                                | 1:3                                   | —                                     | Чемпионат Европы 2008                 |
| 11                                    | 19 ноября 2008                        | Швеция                                | 3:1                                   | —                                     | Товарищеский матч                     |
| 12                                    | 10 октября 2009                       | Австралия                             | 0:0                                   | —                                     | Товарищеский матч                     |
| 13                                    | 18 ноября 2009                        | Парагвай                              | 0:0                                   | —                                     | Товарищеский матч                     |
| 14                                    | 26 мая 2010                           | Мексика                               | 2:1                                   | —                                     | Товарищеский матч                     |

Итого: 14 матчей / 0 голов; 9 побед, 3 ничьи, 2 поражения.

## Достижения
- 3-е место в чемпионате Бельгии: 2004/05
- Обладатель Кубка Нидерландов: 2011/12